# Dianthus elatus
Dianthus elatus är en nejlikväxtart som beskrevs av Carl Friedrich von Ledebour. Dianthus elatus ingår i släktet nejlikor, och familjen nejlikväxter. Inga underarter finns listade i Catalogue of Life.